# Robert Pohlers
Robert Pohlers (* 12. August 1994 in Leipzig) ist ein deutscher Tenor und Komponist.

## Leben und Wirken
Pohlers war von 2004 bis 2013 Mitglied des Leipziger Thomanerchores und wirkte dort als Solist. Er war Mitglied des Vokalensembles Fimmadur und ist seit 2013 Mitglied des Ensemble amarcord aus Leipzig. Zudem wirkt er als Solist in Oratorium, Lied und Oper. Er absolvierte sein Gesangsstudium von 2013 bis 2020 bei Roland Schubert an der Hochschule für Musik und Theater „Felix Mendelssohn Bartholdy“ Leipzig.
2021 erschien seine erste Solo-CD Erwachen mit Liedern von Felix Mendelssohn Bartholdy beim Klassik-Label GENUIN, die er gemeinsam mit Friedrich Praetorius als Klavierbegleiter aufnahm.
Mit dem Ensemble amarcord ist Pohlers Preisträger des Opus Klassik 2019 in der Kategorie „Chorwerkeinspielung“ für die CD Leipziger Disputation (erschienen 2019 beim Label Clarus) und des Contemporary Acapella Recording Award.
Als Komponist ist er ebenfalls tätig. So schrieb er unter anderem für Daniel Hope, amarcord, Sjaella, den Thomanerchor und das Ensemble Voicemade Stücke und Arrangements. Sein Arrangement von Maria durch ein Dornwald ging lief 2020 im Rahmen der Sendung „Weihnachten mit dem Bundespräsidenten“ im ZDF.
Robert Pohlers lebt in Leipzig.

## Rezensionen
Laut einer Rezension von Michael Wersin im Musikmagazin Rondo zu der CD Erwachen „nähern sich der Tenor Robert Pohlers und sein Klavierbegleiter Friedrich Praetorius mit beträchtlicher Gewandtheit und Eleganz diesem sing- und spielfreudigen Repertoire. […] Pohlers singt sehr textaffin mit einer leicht geführten, hell timbrierten Stimme.“ Rüdiger Winter befindet auf Operalounge.de zu Pohlers’ Gesang auf der CD: „Sein Vortrag ist so beweglich, dass er sich stets den jeweiligen inhaltlichen Situationen, die nicht selten ein Wechselbad der Emotionen sind, anpassen kann. […] Er hat das Zeug, sich als Liedsänger einen Namen zu machen.“